# Niszczyciele typu Benson
Niszczyciele typu Benson – typ trzydziestu amerykańskich niszczycieli z okresu II wojny światowej, które weszły do służby w United States Navy w latach 1940-1943. Okręty zostały zaprojektowane jako ulepszona wersja niszczycieli typu Sims.
Główną nowością w konstrukcji niszczycieli tego typu w porównaniu z typem Sims stało się zastosowanie rozdzielonych naprzemiennie przedziałów dwóch kotłowni i dwóch maszynowni, w celu zwiększenia odporności na uszkodzenia bojowe. Projekt został opracowany przez biuro stoczni Bethlehem Steel. Okręty typu Benson nieznacznie różniły się od niszczycieli typu Gleaves, opracowanych przez biuro Gibbs&Cox, od których odróżniał je m.in. inny kształt kominów (o przekroju okrągłym). Ze względu na podobieństwo obu typów często określane są one jako typ Benson/Gleaves.
Trzy okręty typu Benson zostały zatopione w wyniku działań wojennych – USS "Laffey" oraz USS "Barton" zatonęły w listopadzie 1942 roku podczas bitwy o Guadalcanal, natomiast USS "Lansdale" został zatopiony w kwietniu 1944 roku przez samoloty Luftwaffe na Morzu Śródziemnym. Pozostałych dwadzieścia siedem niszczycieli zostało wycofanych ze służby w latach 1946-1951. Po wojnie dwa okręty trafiły do służby w Republice Chińskiej, a jeden we Włoszech, gdzie służyły do lat 70. XX wieku.

## Okręty
- USS "Benson" (DD-421) – przekazany Republice Chińskiej jako "Lo Yang" (DD-14)
- USS "Mayo" (DD-422)
- USS "Madison" (DD-425)
- USS "Lansdale" (DD-426) – zatopiony 20 kwietnia 1944 roku na Morzu Śródziemnym
- USS "Hilary P. Jones" (DD-427) – wypożyczony Republice Chińskiej jako "Han Yang" (DD-15)
- USS "Charles F. Hughes" (DD-428)
- USS "Laffey" (DD-459) – zatopiony 13 listopada 1942 roku w pobliżu Guadalcanal
- USS „Woodworth” (DD-460)(inne języki) – przekazany Włochom jako "Artigliere" (D553)
- USS "Farenholt" (DD-491)
- USS "Bailey" (DD-492)
- USS "Bancroft" (DD-598)
- USS "Barton" (DD-599) – zatopiony 13 listopada 1942 roku w pobliżu Guadalcanal
- USS "Boyle" (DD-600)
- USS "Champlin" (DD-601)
- USS "Meade" (DD-602)
- USS "Murphy" (DD-603)
- USS "Parker" (DD-604)
- USS "Caldwell" (DD-605)
- USS "Coghlan" (DD-606)
- USS "Frazier" (DD-607)
- USS "Gansevoort" (DD-608)
- USS "Gillespie" (DD-609)
- USS "Hobby" (DD-610)
- USS "Kalk" (DD-611)
- USS "Kendrick" (DD-612)
- USS "Laub" (DD-613)
- USS "MacKenzie" (DD-614)
- USS "McLanahan" (DD-615)
- USS "Nields" (DD-616)
- USS "Ordronaux" (DD-617)